# Eric Robertson Dodds
Pour les articles homonymes, voir Robertson et Dodds.
Eric Robertson Dodds, né le 26 juillet 1893 à Banbridge (Irlande du Nord) et mort le 8 avril 1979 est un historien irlandais, spécialiste de la Grèce antique. Il a été Regius Professor of Greek d'Oxford (en). 
Il signait ses ouvrages « E. R. Dodds ».

## Publications (liste partielle)
- (en) « Why I do not believe in survival » (Proceedings of the Society for Psychical Research, vol. XLII, 1934, p. 147-172)
- (en) The Greeks and the irrational (1951)
  - Les Grecs et l'irrationnel, Paris, Flammarion, coll. « Champs », 1977 [1965], 309 p.
- (en) The ancient concept of progress and other essays on Greek literature and belief (Clarendon Press, 1973, 226 p.) 
  - Les Grecs et leurs croyances (trad. Étienne Helmer), Paris, éditions du Félin, 2009.
- (en) Missing persons : an autobiography (Clarendon Press, 1977, 212 p.)
- (en) Proclus. The Elements of Theology. A revised text with translation, introduction and commentary, Oxford University Press, 1963, XLIII-348 p. (1re éd. 1934).

Païens et chrétiens dans un âge d'angoisse. Aspects de l'expérience religieuse de Marc- Aurèle à Constantin  (trad. Henri-Dominique Saffrey), Grenoble, La Pensée sauvage, 1979 (réimpr. Les Belles Lettres, 2010, XVIII, 174 p.), 160 p. (ISBN 978-2-251-42040-0, présentation en ligne)